# Resolutie 1971 Veiligheidsraad Verenigde Naties
Resolutie 1971 van de Veiligheidsraad van de Verenigde Naties werd op 3 maart 2011 unaniem aangenomen door de VN-Veiligheidsraad. De resolutie beëindigde de regeling waarbij troepen van de naburige vredesmacht in Liberia het Speciaal Hof voor Sierra Leone bewaakten.

## Achtergrond
In Sierra Leone waren jarenlang etnische spanningen tussen verschillende bevolkingsgroepen. In 1978 werd het een eenpartijstaat met een regering die gekenmerkt werd door corruptie en wanbeheer van onder meer de belangrijke diamantmijnen. Intussen was in buurland Liberia een bloedige burgeroorlog aan de gang, en in 1991 braken ook in Sierra Leone vijandelijkheden uit. In de volgende jaren kwamen twee achtereenvolgende militaire regimes aan de macht, waarvan vooral het laatste een schrikbewind voerde. Het werd eind 1998 met behulp van buitenlandse troepen verjaagd maar begon begin 1999 een bloedige terreurcampagne. Pas in 2002 kwam het tot een einde van de gevechten.

## Inhoud

### Waarnemingen
Door middel van resolutie 1626 had de Veiligheidsraad in 2005 250 militairen van de VN-missie in Liberia ingezet om de bewaking van het Speciaal Hof voor Sierra Leone te verzorgen. Deze manschappen waren geleverd door het Mongoolse contingent van die missie. Op 13 oktober 2010 werden de Verenigde Naties door het hof ingelicht dat de bewaking na februari 2011 niet langer nodig zou zijn, en op verzoek van Sierra Leone werd de terugtrekking nog uitgesteld tot eind februari of begin maart 2011.

### Handelingen
De Veiligheidsraad besloot de machtiging die hij in paragraaf °5 van resolutie 1626 aan UNMIL had gegeven in te trekken en vroeg UNMIL de manschappen uiterlijk 7 maart 2011 terug te trekken. Ook de machtiging om functionarissen van het hof te evacueren in noodgevallen werd ingetrokken. De Raad verklaarde ten slotte een succesvolle beveiliging van het hof door lokaal veiligheidspersoneel tegemoet te zien en vroeg het VN-kantoor in Sierra Leone de evacuatie van functionarissen op te nemen in zijn veiligheidsplannen.

## Verwante resoluties
- Resolutie 1940 Veiligheidsraad Verenigde Naties (2010)
- Resolutie 1941 Veiligheidsraad Verenigde Naties (2010)
- Resolutie 2005 Veiligheidsraad Verenigde Naties
- Resolutie 2065 Veiligheidsraad Verenigde Naties (2012)

Lijst ·  1967 ·  1968 ·  1969 ·  1970 ·  1971 ·  1972 ·  1973 ·  1974 ·  1975 ·  1976 ·  1977 ·  1978 ·  1979 ·  1980 ·  1981 ·  1982 ·  1983 ·  1984 ·  1985 ·  1986 ·  1987 ·  1988 ·  1989 ·  1990 ·  1991 ·  1992 ·  1993 ·  1994 ·  1995 ·  1996 ·  1997 ·  1998 ·  1999 ·  2000 ·  2001 ·  2002 ·  2003 ·  2004 ·  2005 ·  2006 ·  2007 ·  2008 ·  2009 ·  2010 ·  2011 ·  2012 ·  2013 ·  2014 ·  2015 ·  2016 ·  2017 ·  2018 ·  2019 ·  2020 ·  2021 ·  2022 ·  2023 ·  2024 ·  2025 ·  2026 ·  2027 ·  2028 ·  2029 ·  2030 ·  2031 ·  2032